# فینال‌های ان‌بی‌ای ۱۹۵۰
سری قهرمانی جهان ان‌بی‌ای ۱۹۵۰ سری بازی‌های دور قهرمانی فصل ۵۰–۱۹۴۹ اتحادیهٔ ملی بسکتبال (ان‌بی‌ای) می‌باشد. در این سری مینیاپولیس لیکرز، قهرمان منطقهٔ مرکز برابر سیراکیوس نشنالز، قهرمان منطقهٔ شرق در یک سری بهترین از هفت (برد چهار بازی از هفت بازی) قرار گرفت که این سری با مزیت بازی خانگی بیشتر برای تیم سیراکیوس همراه بود.
ان‌بی‌ای سه دورهٔ پیشین مسابقات اتحادیهٔ بسکتبال آمریکا (BAA) را به عنوان بخشی از تاریخچهٔ خود به رسمیت می‌شناسد، بنابراین سری فینال‌های سال ۱۹۵۰ را به عنوان چهارمین دورهٔ قهرمانی خود معرفی می‌کند. مینیاپولیس در سال ۱۹۴۹ در فینال بی‌ای‌ای به برتری دست یافته بود و قهرمانی این تیم در سال ۱۹۵۰ که با برتری در برابر سیراکوز به دست آمد به صورت رسمی دومین قهرمانی لیکرز از ۵ قهرمانی به دست آمدهٔ این باشگاه با عنوان م در اینجا باشگاه mbs توانست با بازی خوب محمد رضا گلزار بازی را به ۱۰۰۰ هیچ برسانند و تو خراب کردی همه چیزوو خودتتتدر این رویداد، شش بازی در شانزده روز به انجام رسید. دو بازی نخست در شنبه و یکشنبه، ۸ و ۹ آوریل در سیراکیوس برگزار شد و دو بازی بعدی نیز در روزهای جمعه و یکشنبه هفتهٔ بعدی در مینیاپولیس به انجام رسید. رقابت پنجم در زمین سیراکیوس و بازی ششم و پایانی نیز ۲۳ آوریل در مینیاپولیس برگزار گردید. با احتساب بازی‌های تای بِرِیک (تساوی‌شکن) در منطقهٔ مرکزی، که از دوشنبه، ۲۰ مارس، شروع شد، بازی‌های پس از پایان فصل عادی در حدود پنج هفته به طول انجامید.
مسابقات NBA در سه بخش (تنها برای فصل نخست خود) به انجام رسید و با انجام دو مرحلهٔ نخست بازی‌های حذفی، قهرمان سه بخش مشخص شدند. سیراکیوس، با ثبت بهترین رکورد فصل عادی لیگ، بین این سه تیم قهرمان، فرصت استراحت بیشتری در اختیار داشت و پس از بازی پایانی خود در سری فینال بخش شرقی در روز یکشنبهٔ پیش پنج روز تا بازی نخست فینال‌های ان‌بی‌ای استراحت داشت، در حالی که دو تیم قهرمان بخش مرکزی و غربی در یک سری بازی برای تعیین تیم دوم فینالیست به مصاف هم رفتند و نبرد این دو که به صورت بهترین از سه بود در روزهای ۵ و ۶ آوریل برگزار شد و مینیاپولیس که با دو برد پیاپی به رقابت نهایی لیگ رسید تنها دو روز پیش از بازی نخست خود برابر سیراکیوس وقت استراحت داشت.
در بازی نخست، لیکرز با پرتاب ثانیهٔ آخری (شوت بازر بیتر) توسط باب هریسون، که نخستین بازر بیتر فینال‌های ان‌بی‌ای محسوب می‌شد توانست بازی را به سود خود تمام کند. دلف شایس ۲٫۰۳ متری از تیم سیراکیوس با ثبت میانگین ۱۶٫۸ امتیاز در هر بازی که در طول فصل عادی به ثبت رساند، توانست تیم خود را به سری فینال برساند. در حالی که جورج مایکن به‌طور متوسط ۲۷٫۴ امتیاز در هر بازی به دست آورد و پیشتاز لیگ شد. عملکرد مایکن از عوامل اصلی پیروزی تیم لیکرز در شش بازی برابر سیراکیوس بود.

## خلاصه سری
| بازی   | تاریخ    | تیم میزبان       | نتیجه        | تیم مهمان        |
| ------ | -------- | ---------------- | ------------ | ---------------- |
| بازی ۱ | ۸ آوریل  | سیراکیوس نشنال   | ۶۸−۶۶ (۱−۰)  | مینیاپولیس لیکرز |
| بازی ۲ | ۹ آوریل  | سیراکیوس نشنالز  | ۸۵−۹۱ (۱−۱)  | مینیاپولیس لیکرز |
| بازی ۳ | ۱۴ آوریل | مینیاپولیس لیکرز | ۷۷−۹۱ (۱−۲)  | سیراکیوس نشنالز  |
| بازی ۴ | ۱۶ آوریل | مینیاپولیس لیکرز | ۶۹−۷۷ (۱−۳)  | سیراکیوس نشنالز  |
| بازی ۵ | ۲۰ آوریل | سیراکیوس نشنالز  | ۷۶−۸۳ (۳−۲)  | مینیاپولیس لیکرز |
| بازی ۶ | ۲۳ آوریل | مینیاپولیس لیکرز | ۹۵−۱۱۰ (۲−۴) | سیراکیوس نشنالز  |

لیکرز برندهٔ سری ۴−۲